# Diadematoida
Diadematoida är en ordning av sjöborrar. Diadematoida ingår i klassen sjöborrar, fylumet tagghudingar och riket djur. Enligt Catalogue of Life omfattar ordningen Diadematoida 7 arter. 
Kladogram enligt Catalogue of Life:
| Diadematoida | \| \| Aspidodiadematidae \| \| \| \| \| \| Diadematidae \| \| \| \| |
|              | \| \| Aspidodiadematidae \| \| \| \| \| \| Diadematidae \| \| \| \| |
|              | Arbacioida                                                          |
|              |                                                                     |
|              | Cassiduloida                                                        |
|              |                                                                     |
|              | Cidaroida                                                           |
|              |                                                                     |
|              | Clypeasteroida                                                      |
|              |                                                                     |
|              | Echinidea                                                           |
|              |                                                                     |
|              | Echinoida                                                           |
|              |                                                                     |
|              | Echinothurioida                                                     |
|              |                                                                     |
|              | Holectypoida                                                        |
|              |                                                                     |
|              | Pedinoida                                                           |
|              |                                                                     |
|              | Salenioida                                                          |
|              |                                                                     |
|              | Spatangoida                                                         |
|              |                                                                     |
|              | Temnopleuroida                                                      |
|              |                                                                     |
|              | Aspidodiadematidae                                                  |
|              |                                                                     |
|              | Diadematidae                                                        |
|              |                                                                     |

|  | Aspidodiadematidae |
|  |                    |
|  | Diadematidae       |
|  |                    |

## Bildgalleri

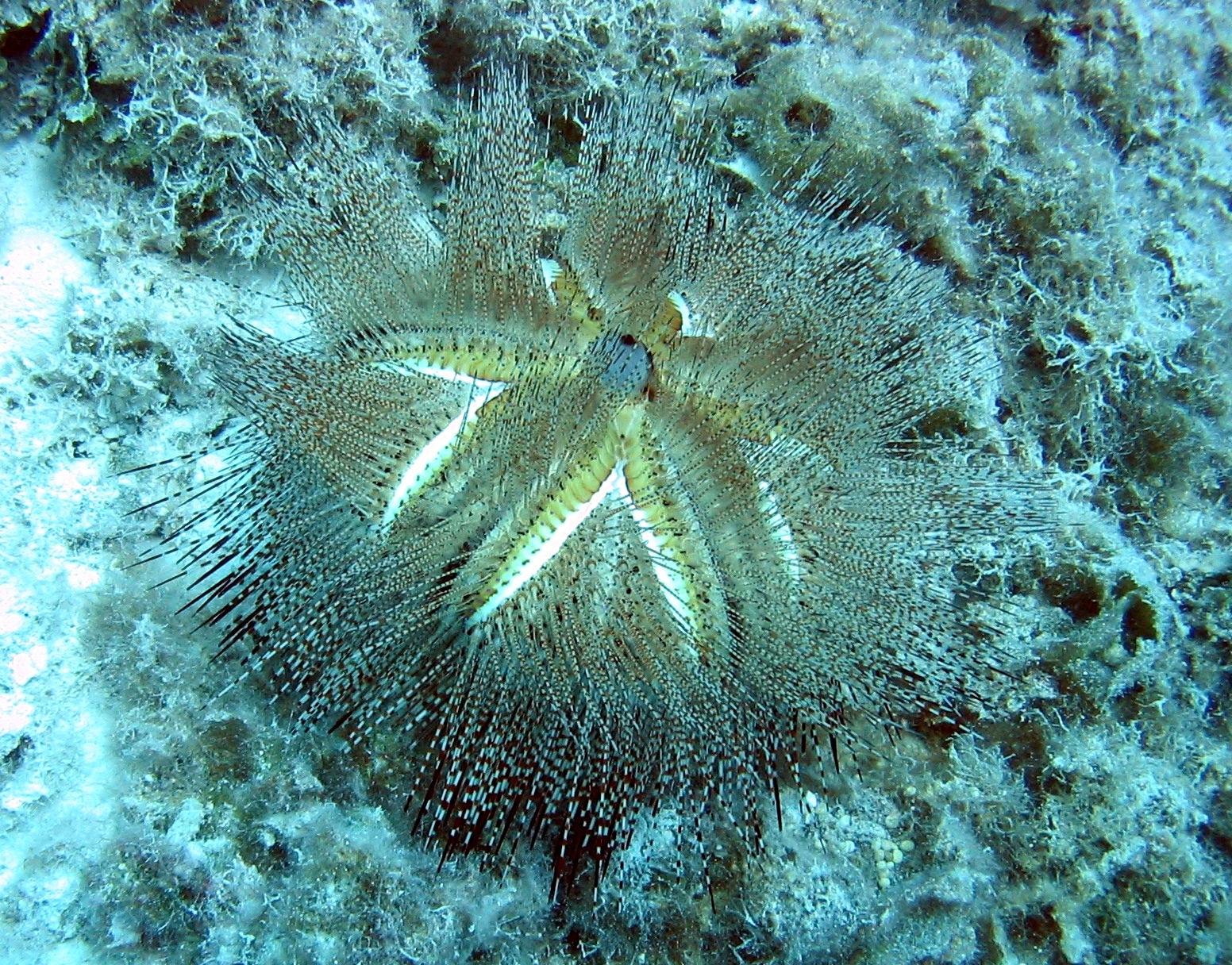
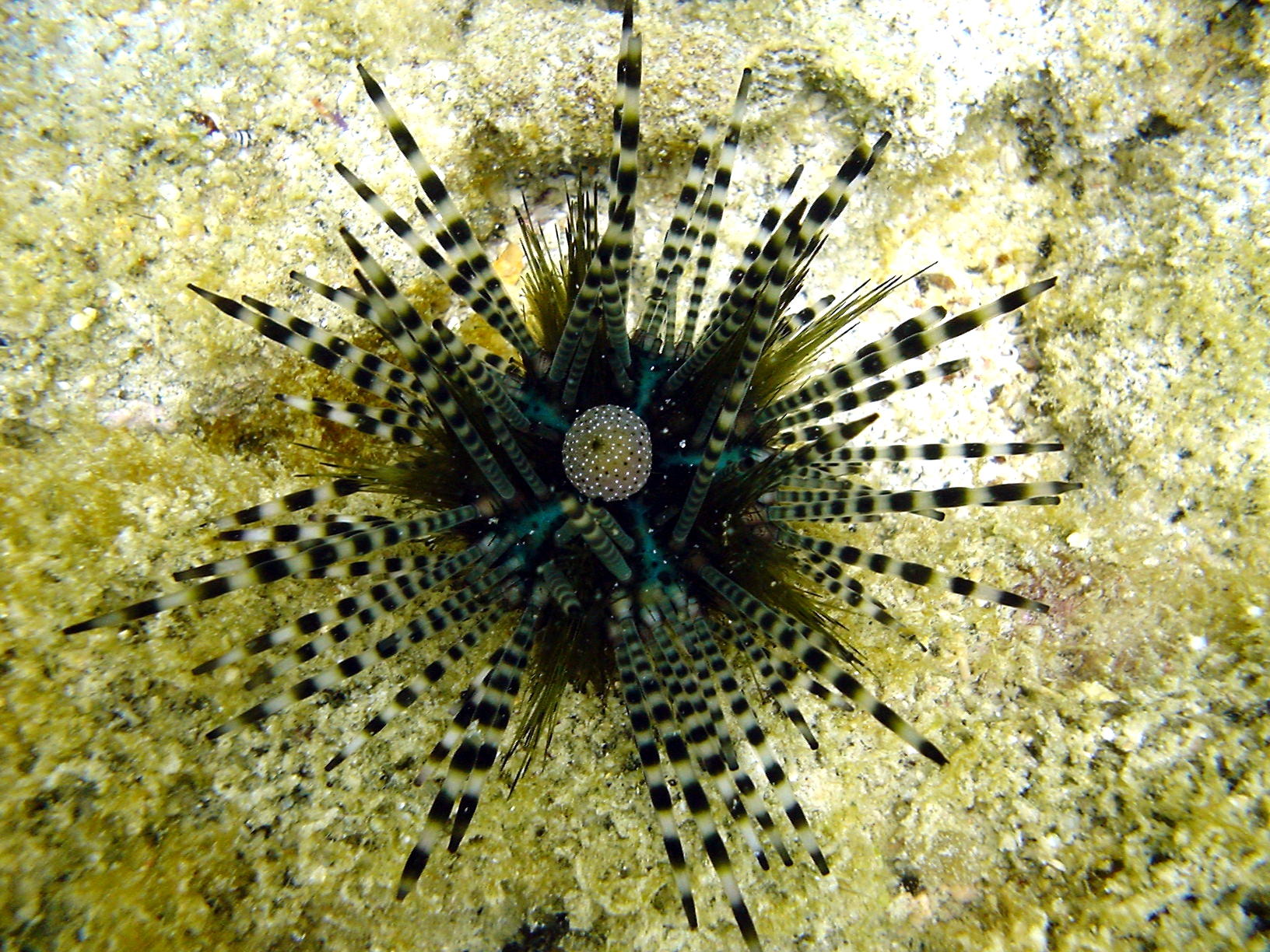